# Flughafen McClellan-Palomar

i7
i11
i13
Der McClellan–Palomar Airport (IATA-Code: CLD, ICAO-Code: KCLQ) ist ein öffentlicher Flughafen auf 101 m Seehöhe 5 km südöstlich von Carlsbad in San Diego County, Kalifornien, in den Vereinigten Staaten. Die Fläche des Flughafens beträgt 189 ha. Er hat eine Asphaltpiste mit 1493 m und 46 m Breite und einen asphaltierten Hubschrauberlandeplatz.

## Geschichte
Der Flughafen wurde 1959 eröffnet. Im Jahre 1961 wurde die Landebahn auf die heutige Länge ausgebaut. Im März 1973 wurde der Kontrollturm in Betrieb genommen. Im April 1991 nahm American Eagle Airlines und im Jahr 1994 United Express Linienflüge von Carlsbad nach Los Angeles auf. America West Express nahm im April 1999 den Dienst nach Phoenix auf. Im Januar 2009 wurde ein neues Terminal eröffnet.
Fluggesellschaften, die unter anderen den Flughafen bedienten: California Pacific Airlines,  Elite Airways, Taos Air.

## Flugbetrieb
Im Jahre 2020 haben 79.650 Flugbewegungen stattgefunden, davon 63.824 lokale Bewegungen, 18.207 Zwischenlandungen, 16.340 Air-Taxi-Flüge und 876 militärische Flüge. 149 einmotorige und 31 zweimotorige Turboprop-Flugzeuge, 56 Jetflugzeuge und 14 Helikopter waren 2022 hier stationiert.

## Zwischenfälle
- 24. Januar 2006: Eine  Cessna 560 Citation V (Luftfahrzeugkennzeichen N86CE) der Goship Air prallte beim Versuch einer Landung im Sichtflug, obwohl das Flugzeug vor dem Verlassen des asphaltierten Überlaufs während des verzögerten Durchstarts von der Landebahnoberfläche abhob, auf eine Lokalisierungsantennenplattform, deren höchste nicht zerbrechliche Struktur sich etwa 304 Fuß (92 m) hinter dem Ende der Landebahn und etwa zwei Fuß (60 cm) tiefer befand als das Gelände. Zwei Besatzungsmitglieder und zwei Passagiere wurden getötet.[4]

- Am 3. Juli 2007 Nach dem Abflug von Piste 24 kollidierte eine Beechcraft E90 King Air (N47LC) mit einer Telefonleitung, geschätzte 2500 Fuß vom Abflugende der Piste entfernt. Die beiden Insassen des Flugzeuges wurden getötet.[5]

- Am 18. November 2015 stürzte ein  Eurocopter AS350 Écureuil beim missglückten Versuch auf einem Dolly[6] zu landen ab. Die beiden Insassen wurden getötet.[7]